# Liste der Abgeordneten zum Krainer Landtag (X. Gesetzgebungsperiode)
Diese Liste der Abgeordneten zum Krainer Landtag (X. Gesetzgebungsperiode) listet alle Abgeordneten zum Krainer Landtag des Kronlandes Krain in der X. Gesetzgebungsperiode auf. Die Gesetzgebungsperiode umfasste die Zeit von 1901 bis 1907.

## Wahlen und Sessionen
Die Wahlen für den Landtag der X. Periode wurden durch das kaiserliche Patent vom 18. Juli 1901 (RGBl. 109/1901) angeordnet. Sie wurden am 12. September 1901 (Kurie der Landgemeinden), 19.  September 1901 (Kurie der Industrie- und Handelskammer bzw. der Städte und Märkte) sowie am 24. September 1901 (Kurie der Großgrundbesitzer) durchgeführt. Die erste Einberufung des Landtags erfolgte am 30. Dezember 1901
Die Landtagsperiode bestand aus vier Sessionen:
- I. Session: 30. Dezember 1901 bis 23. Juni 1902
- II. Session: 22. September 1903 bis 7. November 1903
- III. Session: 27. September 1904 bis 17. Oktober 1904
- IV. Session: 25. Oktober 1905 bis 29. Dezember 1907

## Landtagsabgeordnete
Der Landtag umfasste 37 Abgeordnete. Dem Landtag gehörten dabei 10 Vertreter des Großgrundbesitzes, 2 Vertreter der Handels- und Gewerbekammer Laibach, 8 Vertreter der Städte und 16 Vertreter der Landgemeinden. Hinzu kam die Virilstimme des Bischofs von Laibach.
Die Tabelle enthält im Einzelnen folgende Informationen:
| Name:        | Name des Abgeordneten |
| Wahlklasse:  | Die dem Klassenwahlrecht entsprechende Wahlklasse bzw. Kurie: I. Wahlklasse = Virilstimme (Bischof von Laibach); II: Adelige des Großen Grundbesitzes; III: Handels- und Gewerbekammer; IV: Zensuswahlklasse unterteilt nach Städten/Orten bzw. Landgemeinden |
| Region:      | Die im Wahlbezirk enthaltenen Städte bzw. Gerichtsbezirke (Landgemeindewahlbezirke) |
| Fraktion:    | Fraktion bzw. politische Ausrichtung des Abgeordneten |
| Anmerkungen: | Veränderungen während der Periode durch Tod, Mandatsverzicht oder spätere Angelobung |

| Name                                  | Wahlklasse                 | Region                                                               | Fraktion                | Anmerkungen                   |
| ------------------------------------- | -------------------------- | -------------------------------------------------------------------- | ----------------------- | ----------------------------- |
| Apfaltrern Otto                       | Großgrundbesitzer          |                                                                      | verfassungstreu         |                               |
| Arko Franz von                        | Städte und Märkte          | Adelsberg, Oberlaibach                                               | nationalfortschrittlich |                               |
| Arko Michael                          | Städte und Märkte          | Idria                                                                | katholischnational      |                               |
| Barbo-Waxenstein Josef Anton          | Großgrundbesitzer          |                                                                      | verfassungstreu         |                               |
| Born Karel von                        | Großgrundbesitzer          |                                                                      | verfassungstreu         | am 10. November 1906 gewählt  |
| Božić Ivan                            | Landgemeinden              | Wippach, Idria                                                       | nationalfortschrittlich |                               |
| Brejc Janko                           | Landgemeinden              | Krainburg, Neumarktl, Bischoflack                                    | katholischnational      |                               |
| Codelli-Fahnenfeld Anton              | Großgrundbesitzer          |                                                                      | verfassungstreu         | am 10. November 1906 gewählt  |
| Detela Otto von                       | Landgemeinden              | Krainburg, Neumarktl, Bischoflack                                    | katholischnational      |                               |
| Dobnic Franz von                      | Landgemeinden              | Adelsberg, Loitsch, Senosetsch, Laas, Feistritz                      | katholischnational      |                               |
| Dular Jožef                           | Landgemeinden              | Rudolfswert, Landstraß. Gurkfeld                                     | katholischnational      |                               |
| Fernančić Andreas                     | Städte und Märkte          | Neumarktl, Radmannsdorf, Stein                                       | nationalfortschrittlich |                               |
| Galle Franz von                       | Großgrundbesitzer          |                                                                      | verfassungstreu         | am 17. April 1905 gewählt     |
| Graselli Peter                        | Städte und Märkte          | Laibach                                                              | nationalfortschrittlich |                               |
| Hribar Johann                         | Städte und Märkte          | Laibach                                                              | nationalfortschrittlich |                               |
| Jaklič Fran                           | Landgemeinden              | Gottschee, Reifnitz, Großlaschitz                                    | katholischnational      |                               |
| Jeglic Anton                          | Virilstimme                |                                                                      | verfassungstreu         |                               |
| Košak Franc                           | Landgemeinden              | Treffen, Sittisch, Seisenberg, Nassenfuß, Littai, Ratschach          | katholischnational      |                               |
| Krek Janez Evangelist                 | Landgemeinden              | Adelsberg, Loitsch, Senosetsch, Laas, Feistritz                      | katholischnational      |                               |
| Kušar Jožef                           | Handels- und Gewerbekammer |                                                                      | nationalfortschrittlich | starb am 12. Januar 1902      |
| Langer Franz von                      | Großgrundbesitzer          |                                                                      | verfassungstreu         | starb am 10. Dezember 1904    |
| Liechtenberg-Janeschitsch Leopold von | Großgrundbesitzer          |                                                                      | verfassungstreu         |                               |
| Luckmann Karl                         | Großgrundbesitzer          |                                                                      | verfassungstreu         | starb am 24. Juli 1906        |
| Majaron Danilo                        | Handels- und Gewerbekammer |                                                                      | nationalfortschrittlich |                               |
| Margheri Rudolf                       | Großgrundbesitzer          |                                                                      | verfassungstreu         | am 17. April 1905 gewählt     |
| Mejač Andrej                          | Landgemeinden              | Stein, Egg                                                           | katholischnational      |                               |
| Pakiž Primož                          | Landgemeinden              | Gottschee, Reifnitz, Großlaschitz                                    | katholischnational      |                               |
| Pfeifer Viljem                        | Landgemeinden              | Tschernembl, Möttling                                                | katholischnational      |                               |
| Pire Cyrill                           | Städte und Märkte          | Krainburg, Bischoflack                                               | nationalfortschrittlich |                               |
| Pogačnik Josip                        | Landgemeinden              | Radmannsdorf, Kronau                                                 | katholischnational      |                               |
| Povše Franc                           | Landgemeinden              | Laibach Umgebung, Oberlaibach                                        | katholischnational      |                               |
| Rechbach Friedrich von                | Großgrundbesitzer          |                                                                      | verfassungstreu         |                               |
| Schaffer Adolf                        | Großgrundbesitzer          |                                                                      | verfassungstreu         | am 24. Jänner 1905 verstorben |
| Schöppl-Sonnwalden Anton              | Städte und Märkte          | Gottschee, Reifnitz                                                  | deutschfortschrittlich  |                               |
| Schwegel Josef                        | Großgrundbesitzer          |                                                                      | verfassungstreu         |                               |
| Schweitzer Viljem                     | Landgemeinden              | Treffen, Sittisch, Seisenberg, Nassenfuß, Littai, Ratschach          | katholischnational      |                               |
| Supančić Filip Jakob                  | Handels- und Gewerbekammer |                                                                      | nationalfortschrittlich |                               |
| Šušteršić Ivan                        | Landgemeinden              | Laibach Umgebung, Oberlaibach                                        | katholischnational      |                               |
| Tavčar Ivan                           | Städte und Märkte          | Rudolfswert, Weicselburg, Tschernembl, Möttling, Landstraß, Gurkfeld | nationalfortschrittlich |                               |
| Ulm Anton                             | Großgrundbesitzer          |                                                                      | verfassungstreu         | trat 1905/06 zurück           |
| Wurzbach Alfons von                   | Großgrundbesitzer          |                                                                      | verfassungstreu         |                               |